# Selecció de bàsquet d'Angola
La Selecció de bàsquet d'Angola representa Angola en els torneigs internacionals de bàsquet. Està controlada per la Federação Angolana de Basquetebol. Ha estat membre de la FIBA des del 1979. Segons el Rànquing FIBA és el millor equip de l'Àfrica.

## Classificacions

### Jocs Olímpics
- 1992 - 10
- 1996 - 11
- 2000 - 12
- 2004 - 12
- 2008 - 12

### Campionats mundials
- 1986 - 13
- 1990 - 13
- 1994 - 16
- 2002 - 11
- 2006 - 10
- 2010 - 15
- 2014 - 17
- 2019 - 27

### Campionats africans
- 1980 - 7
- 1981 - 8
- 1983 -  2
- 1985 -  2
- 1987 -  3
- 1989 -  1
- 1992 -  1
- 1993 -  1
- 1995 -  1
- 1997 -  3
- 1999 -  1
- 2001 -  1
- 2003 -  1
- 2005 -  1
- 2007 -  1
- 2009 -  1
- 2011 -  2
- 2013 -  1
- 2015 -  2
- 2017 - 7
- 2021 - 5

### AfroCan
- 2019 -  3

### Jocs de la Lusofonia
- 2006 -  2
- 2009 -  1
- 2014 -  2

## Jugadors destacats
- Jean-Jacques Conceição
- José Carlos Guimarães
- Miguel Lutonda
- Carlos Almeida